# Miloš Adamović
Miloš Adamović (in serbo Милош Aдaмoвић?; Šabac, 19 giugno 1988) è un ex calciatore serbo, di ruolo centrocampista.

## Carriera
Ha giocato nella massima serie dei campionati serbo, moldavo, polacco, kazako, azero ed ungherese.